# باتريس كورمير
باتريس كورميّر هو لاعب هوكي جليد كندي، ولد في 14 يونيو 1990 في كابه بيله في كندا.

## وصلات خارجية
- باتريس كورمير على موقع دوري الهوكي الوطني (الإنجليزية)
- باتريس كورمير على موقع دوري الهوكي للقارات (الإنجليزية)
- باتريس كورمير على موقع EliteProspects.com (الإنجليزية)
- باتريس كورمير على موقع HockeyDB.com (الإنجليزية)
- باتريس كورمير على موقع Hockey-Reference.com (الإنجليزية)